# Homenaje de la ciudad de Santiago a Gabriela Mistral
Homenaje de la ciudad de Santiago a Gabriela Mistral, es una obra de arte realizada en 1970 por el artista Fernando Daza Osorio, por encargo de Manuel Fernández Díaz, alcalde de Santiago en aquel momento. Como indica su nombre es una obra dedicada a la escritora chilena Gabriela Mistral, premio Nobel de literatura 1945.

## Historia

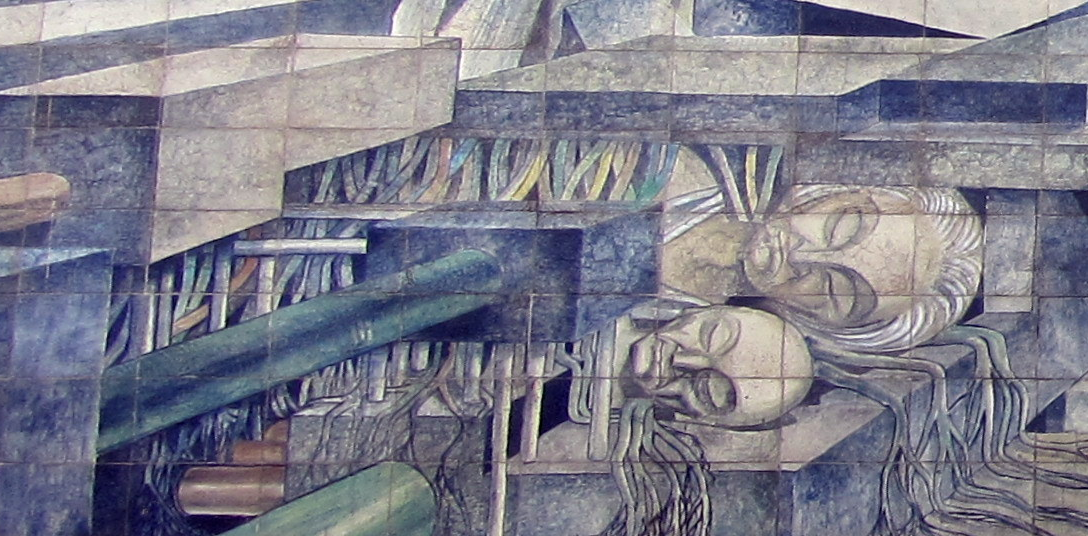
Detalle en la parte inferior izquierda del mural.

El mural, compuesto por 900 placas de cerámica, fue pintado en 15 días y el diseño se quemó en los hornos de la empresa Fanaloza a 1300 grados centígrados, vaporizando los colores y dejando solo los tonos fríos. La obra, de 5 metros de alto y 10,5 de largo, fue instalada en el costado oriente del acceso principal al cerro Santa Lucía en septiembre de 1970.
Fue inaugurado el 22 de octubre de 1970, según indica la obra y la prensa de la época, mismo día del atentado en contra del general René Schneider, motivo por el que habrían asistido muy pocas personas, entre ellas el alcalde de Santiago, Manuel Fernández Díaz, y con otros invitados como el presidente de la República, Eduardo Frei Montalva que sencillamente se habrían restado de la celebración en virtud de los acontecimientos vertiginosos que se desarrollaban en el país. Existían algunas fuentes que planteaban erróneamente la fecha de la ceremonia inaugural como el 25 de octubre —día del fallecimiento de René Schneider—, mientras que otras fuentes ubicaban la fecha de inauguración en octubre de 1971, creando una controversia sobre cuál sería la versión verídica.
El mural recibió restauraciones entre 1996 y 1997, siendo reinaugurado en 1997 con motivo del centenario de las realizaciones diplomáticas entre Chile y Japón, hecho recordado por una placa conmemorativa ubicada en el lugar.

### Controversia sobre su año de inauguración
Existía una controversia sobre su año de inauguración. En la misma obra aparece explícito como 1970, y el testimonio del mismo artista en vida corrobora este hecho; sin embargo, muchas fuentes lo ubicaban en 1971, por ejemplo, el libro «Cuando hicimos historia» de Julio Pinto Vallejos. Esto posiblemente se deba a que su inauguración, ocurrida el 22 de octubre de 1970, coincidió con un momento muy tenso en la sociedad chilena cuando, luego de la elección de Salvador Allende y ante la inminente ratificación de su triunfo por parte del Congreso, se perpetró el atentado que acabaría con el ya mencionado fallecimiento del General René Schneider, acontecimiento por el cual la inauguración de la obra de Daza resultó ignorada por la prensa de la época.